# Leialoha mauiensis
Leialoha mauiensis är en insektsart som beskrevs av Frederick Arthur Godfrey Muir 1919. Leialoha mauiensis ingår i släktet Leialoha och familjen sporrstritar. Inga underarter finns listade i Catalogue of Life.